# إيران مول

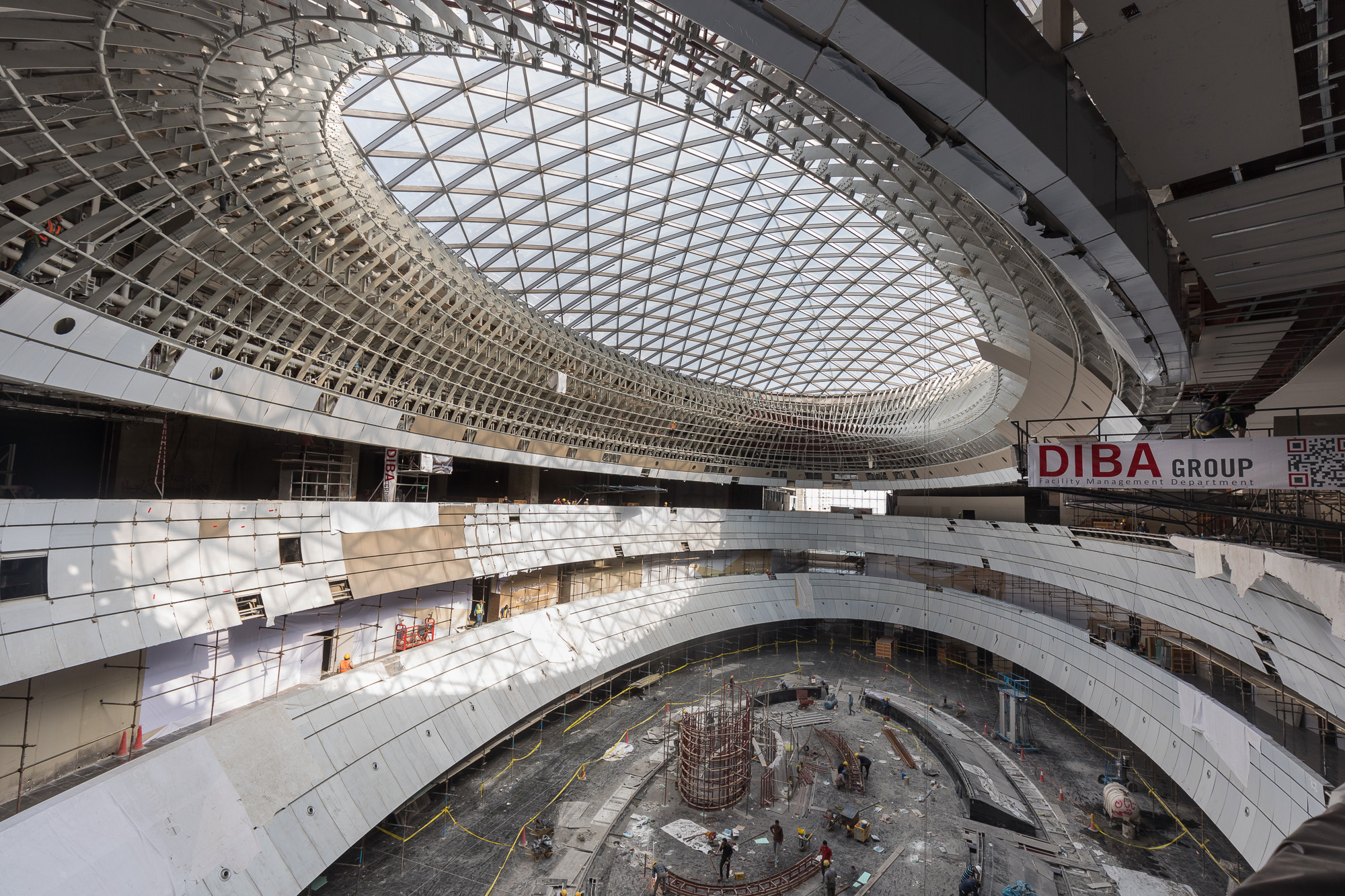
مشهد داخلي لإيران مول

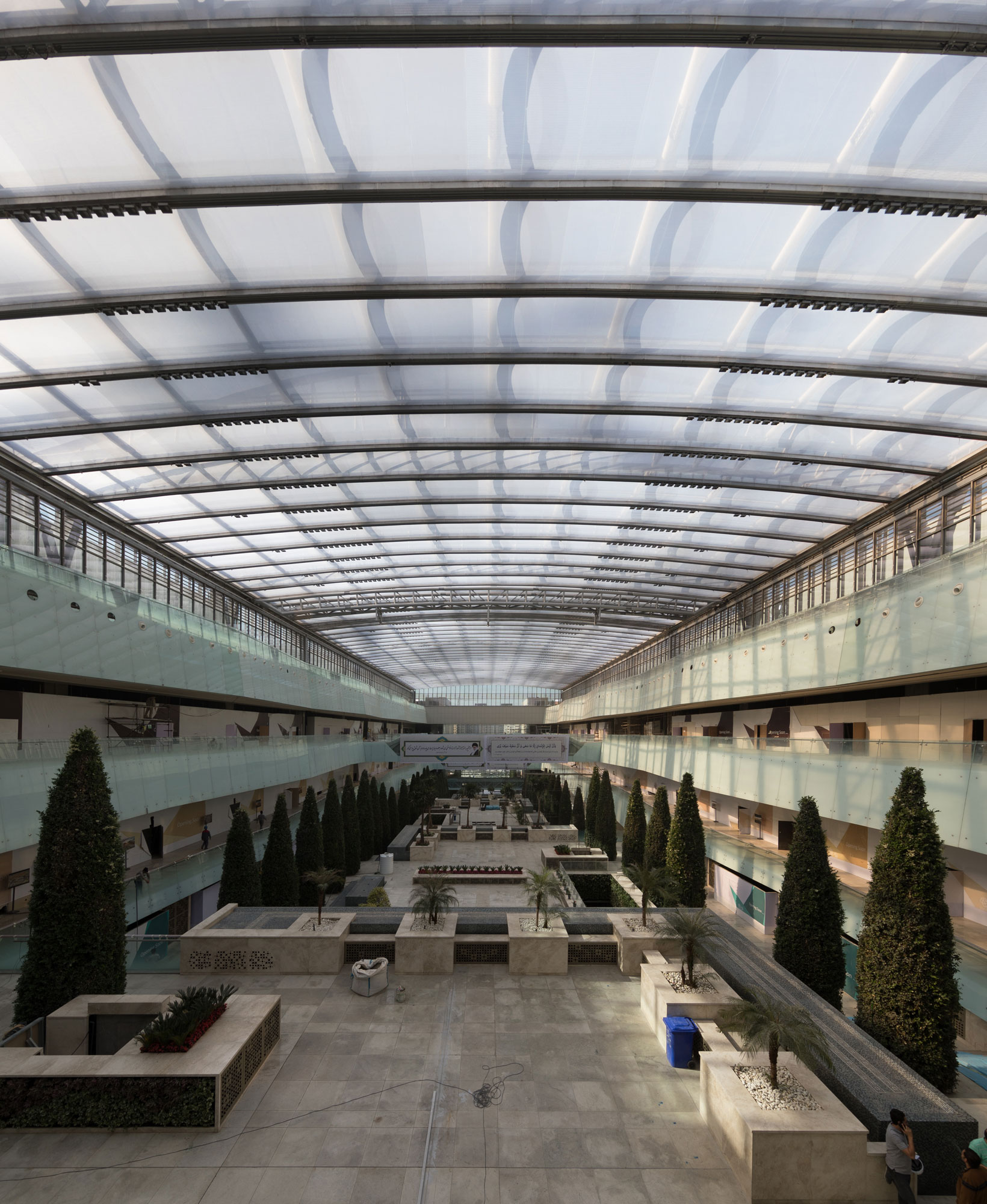
داخل حديقة ماهان

إيران مول (بالفارسية: ایران مال) هو أكبر مركز تسوق في العالم من حيث المساحة، وواحد من أكبر المشاريع التجارية والثقافية والاجتماعية في العالم، ويقع في شمال غرب طهران في إيران بجوار بحيرة شيتغار. ما تزال أجزاء منه قيد الإنشاء. يقع في شمال طهران مطلًا على بحيرة شيتغار، افتُتِح أول قسم من قسميها الاثنين في عام 2018 وتشغل مساحة 1.4 مليون متر مربع. يتضمن القسم الأول سبعين محلًا، ومتجرًا كبيرًا على امتداد عشرين ألف متر مربع، وجادًة للموضة، وردهًة ألماسية وبلورية، وثلاث قاعات للطعام بأكثر من مئتي مطعم، وحديقة كتب بمساحة 3300 متر مربع تضم 67 ألف مجلد من الكتب والعديد من متاجر الكتب، ومجموعة سينما بأكثر من اثنتي عشر سينما آيماكس بالإضافة إلى مسرح يضاهي مستوى التقدم الجاري ويحوي ألفي مقعد، ومركز ترفيه عائلي مع حديقة تسالي مسقوفة، ومتحف، ومعارض فنية، ومعارض سيارات دائمة، وبازار (سوق شرقية) إيراني، وثلاثة فنادق من ضمنهم فندق ذو تصنيف خمسة نجوم بأكثر من أربعمئة وخمسين غرفة، وقاعة مؤتمرات تحوي ثلاثة آلاف مقعد، ومركز مؤتمرات ومعارض، والعديد من المعارض، ومرافق الاجتماعات والولائم.
يُستخدَم سقف المول كمجموعة رياضية ويوجد فيه طرق طويلة للمشي وقيادة الدراجة والنشاطات العامة. يتضمن أكثر من خمسة عشر ملعبًا رياضيًا، وملاعب تنس، وحلبة تزلج بمساحة اثني عشر ألف متر مربع، ومسابح.
سيُفتتَح ال550 ألف متر المتبقي كجزء من القسم الثاني. حين يتم الإنهاء من المشروع، ستكون المساحة الكلية للمول نحو 1.9 مليون متر مربع.

## حديقة ماهان
تقع حديقة ماهان في قلب مول إيران. أُعِدّ التصميم النظري لحديقة ماهان ليظهرها كرمزٍ للحدائق الفارسية. يُغطى نحو 8500 متر مربع من هذه المساحة الواسعة بسقف من رقاقة إيثيلين رباعي فلورو الإيثيلين لأول مرة في إيران. تتألف ألواح رقائق الإيثيلين رباعي فلورو الإيثيلين من وسائد هوائية مكونة من اثنين إلى خمس طبقات من بوليمير مشترك معدل من الإيثيلين رباعي فلورو الإيثيلين. تُبثَق رقائق الإيثيلين رباعي فلورو الإيثيلين إلى طبقات رقيقة وتُدعَم ببثق محيطي بالألمنيوم.